# L’Attentat
L’Attentat war eine Leipziger DDR-Punkband, die aus dem Umfeld der Band Wutanfall hervorging.

## Geschichte
Die Vorgängerband H.A.U. (Halbgewalkte Anarchistische Untergrundbewegung) gründete sich Ende 1982 aus dem Umfeld von Wutanfall, einer der ersten Punk-Bands der DDR. Die Besetzung bestand aus dem ehemaligen Wutanfall-Gitarristen Imad Abdul Majid, dem Bassisten Maik Reichenbach sowie wechselnder Besetzung für Gesang und Schlagzeug (unter anderem Bernd Stracke, der später auch bei Wutanfall mitwirkte).
Im Spätsommer 1983 gab es nach der Inhaftierung des Bassisten Maik Reichenbach ein vorläufiges Ende von H.A.U. und Imad Abdul Majid ersetzte ein weiteres Mal den Gitarristen bei Wutanfall bis Mitte 1984. Außerdem sprang Bernd Stracke für den ausgeschiedenen Wutanfall-Sänger Chaos ein.
Nach der Auflösung von Wutanfall formierte sich H.A.U. 1984 neu und wurde Anfang 1985 in L’Attentat umbenannt.
Später wurde Bernd Stracke ebenfalls vom Ministerium für Staatssicherheit verhaftet und inhaftiert. Nach der Wende sollte sich herausstellen, dass Gitarrist Imad Abdul Majid als bezahlter IM für die Staatssicherheit tätig und für den Gefängnisaufenthalt von Bernd Stracke und Maik Reichenbach verantwortlich war.
Das Repertoire von L’Attentat erstreckte sich in der Anfangszeit von H.A.U. Songs wie Bürgerkrieg, bis zu neuen Versionen von Wutanfall-Klassikern (u. a. Leipzig in Trümmern).
Die Band befand sich wie die meisten Punks in der DDR im Visier der Stasi. Mitte der achtziger Jahre wurde eine Musikkassette in die BRD geschmuggelt und 1987 auf dem X-Mist-Label unter dem Titel Made in GDR als Schallplatte veröffentlicht. Damit gehörte L’Attentat neben Schleim-Keim und KG Rest ("Panem et circensis") zu den wenigen Punkbands in der DDR, denen das gelang.
In den folgenden Jahren wurde die Besetzung auf Grund einer weiteren Inhaftierung des Sängers Bernd Stracke (mit folgender Abschiebung in den Westen), sowie wegen der Ausreise einiger Bandmitglieder mehrfach gewechselt.
Nach der Wende kam es 1989 zur Trennung der Band. Einige Mitglieder der nachfolgenden Besetzungen finden sich später in der Punkrock-Band Der Schwarze Kanal wieder.
2014 veröffentlichte das Major Label ein weiteres Mal die LP Made in GDR sowie einer 7"-EP (ML 075) mit drei noch nicht veröffentlichten Liedern und einem neuen 60 Seiten Booklet zur Bandgeschichte.
Dieses neueste Re-Issue wurde am 3. Oktober 2014 mit einer überraschenden Live-Reunion der nahezu kompletten ehemaligen L’Attentat-Besetzung im früh ausverkauften UT Connewitz in Leipzig gefeiert. Als Warschauer Punk Pakt - Revisited bestritten das Vorprogramm Der Schwarze Kanal, die polnische Punklegende Dezerter und der Leipziger Punk-Chor.

## Diskografie
- 1987: Made in GDR (LP, X-Mist Records)
- 1994: Made in GDR (CD, Lost & Found Records)
- 2004: Made in GDR (LP, Major Label & SM-Musik)
- 2014: Made in GDR (LP inkl. 60 Seiten Booklet und Single, Major Label & SM-Musik)

## Film
- ostPUNK! too much future Regie: Carsten Fiebeler, Michael Boehlke; toomuchfuture-derfilm.de